# Dorika turtur
Dorika turtur är en fjärilsart som beskrevs av Emilio Berio 1939. Dorika turtur ingår i släktet Dorika och familjen nattflyn. Inga underarter finns listade i Catalogue of Life.